# Виланова Мајардина (Мантова)
Виланова Мајардина је насеље у Италији у округу Мантова, региону Ломбардија.
Према процени из 2011. у насељу је живело 154 становника. Насеље се налази на надморској висини од 28 м.